# Viagrande
Viagrande (Varanni in siciliano) è un comune italiano di 8 946 abitanti della città metropolitana di Catania in Sicilia.

## Geografia fisica

### Territorio
Viagrande si trova alle pendici dell'Etna, ad un'altezza media sul livello del mare di 410 metri. Il territorio comunale si estende da San Giovanni la Punta quasi fino all'inizio del centro abitato di Zafferana Etnea, con una superficie complessiva di 10,09 kmq. 

### Clima
Il clima è quello tipicamente pedemontano collinare etneo, meno piovoso della corrispondente fascia collinare del versante orientale, con estati secche e ventilate e inverni non particolarmente rigidi e piovosi.
In ambito strettamente locale risulta molto gradevole il microclima estivo del quartiere di Viscalori, da sempre zona di villeggiatura viagrandese, anche se in parte ha perso negli ultimi anni tale connotazione.

## Storia
Le prime fonti sul centro abitato fanno riferimento alle borgate di Villalori e Vilardi (oggi Viscalori e Velardi), fonti risalenti al 1124, anno in cui fu costruita in quella zona una prima piccola chiesa. Le 2 borgate nacquero a seguito dell'insediamento di catanesi, che fuggivano dai conflitti e dalla tirannia dei baroni. Dal XII secolo in poi lo sviluppo delle due borgate separate l'una dall'altra ed abitate da catanesi ed acesi, sembra seguire un andamento lento ma costante, malgrado la drammatica parentesi dovuta all'eruzione del 1408, che causò gravissimi danni all'economia agricola, in particolare vinicola, del luogo. Dopo oltre un secolo da quell'evento, le due borgate si unirono lungo l'incrocio tra la Via Regia, antica strada di collegamento tra Catania e Messina, ed una importante via che conduceva al mare passando per i centri abitati di Aci Sant'Antonio, Aci Catena e Acireale. In prossimità del crocevia, già nell'anno 1574, si hanno notizie della presenza della chiesa madre di Viagrande, dedicata alla Madonna dell'Idria, che purtroppo nel 1693 venne ridotta ad un cumulo di macerie dal noto e disastroso terremoto. I lavori di ricostruzione, subito iniziati, furono interrotti ben presto dal dibattito sorto per il luogo dove edificarla, la nuova chiesa alla fine fu eretta proprio laddove è ancora oggi visibile, in piazza San Mauro. Si sa anche che Viagrande ebbe un monastero benedettino nel XV secolo, il monastero di Santa Maria della Cava. Intorno alla fine del XVI secolo Viagrande è ormai un centro abitato ben definito, e nei due secoli successivi mantenne il ruolo di piccolo centro agricolo. Il potere è esercitato dalla nobiltà sin dal 1641, quando Filippo IV investe del titolo principesco Domenico Di Giovanni, conferendogli le terre di Viagrande. Quando nel XIX secolo i grandi moti rivoluzionari scossero l'Europa, Viagrande conquista il suo piccolo posto nella storia risorgimentale e subisce le persecuzioni conseguenti alla restaurazione del potere borbonico. L'impresa garibaldina del 1860 vede un gruppo di giovani di Viagrande partecipare attivamente alla liberazione di Catania. Giunte notizie delle tante imprese dei Mille, il popolo di Viagrande volle mandare in dono al generale Garibaldi: «quindici quintali di paste, ventisei salme di vino, ed una cassa ben fornita di filacce e fasce». Non si fece attendere il ringraziamento ufficiale del generale, sotto forma di un messaggio conservato ancora oggi nella sede comunale: «Comando Militare dell'esercito nazionale – Messina lì 4 agosto 1860 – Un saluto di cuore ai bravi cittadini di Viagrande – manda – Giuseppe Garibaldi».

### Simboli
Lo stemma mostra un'aquila, che, come in molti altri emblemi civici della regione, richiama i simboli del Regno di Sicilia. Essa tiene negli artigli una lista con la sigla V.M., per il latino Via Magna, ossia "Via Grande".
Il gonfalone è un drappo di azzurro.

## Monumenti e luoghi d'interesse

### Architetture religiose

#### Chiesa di Santa Maria dell'Idria

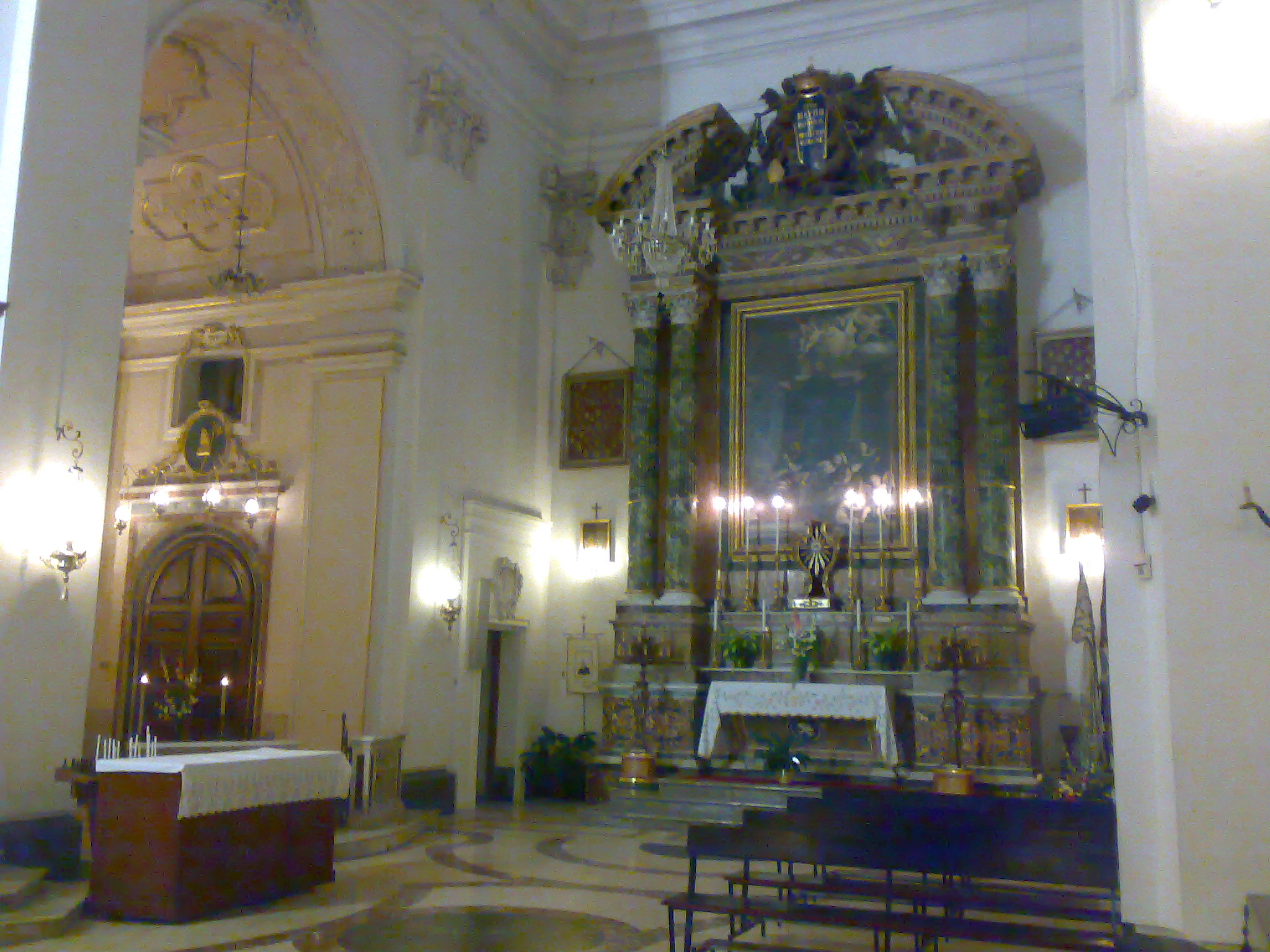
Particolare della chiesa madre con l'altare e la cameretta di San Mauro abate

La chiesa Madre è dedicata alla Madonna dell'Idria, anche se popolarmente viene chiamata "a Chiesa 'i Santu Mauru", in quanto le reliquie del santo sono custodite al suo interno. La parrocchia Santa Maria dell’Idria (o dell'Itria) situata di fronte alla piazza principale del paese, piazza San Mauro, fu edificata dopo il parziale crollo della Chiesa Madre, dovuto al sisma del 1639. La cupola, costruita su un tamburo ottagonale, risale al 1860. Il terremoto di Messina del 1908 danneggiò le strutture dell’edificio al punto che si dovette restaurarlo completamente. Tra il 1916 e il 1924 l'architetto Fichera progettò l’attuale campanile. La chiesa ha pianta a croce latina a tre navate e all'interno è decorata con stucchi contemporanei alla ricostruzione. Gli altari sono di gran pregio, soprattutto quelli della navata destra. La facciata, suddivisa da tre portali, in pietra lavica, contribuisce a creare i giochi di luce e di chiaroscuri, in contrasto con l’intonaco bianco, tipici di uno stile architettonico siciliano del XVIII secolo. Anche le grandi lesene, che partono dalle fondamenta e finiscono sotto la cornice, che si trovano ai lati dei portali e le finestre rotonde al di sopra dei portali laterali, hanno la stessa funzione. Sono da considerarsi un lascito della tradizione tardo rinascimentale, le colonne scanalate di ordine corinzio addossate al portale centrale lavorate “a calzetta”, che si rifanno alla chiesa di Sant'Agata, grande capolavoro del Vaccarini.

#### Chiesa di Santa Caterina d'Alessandria

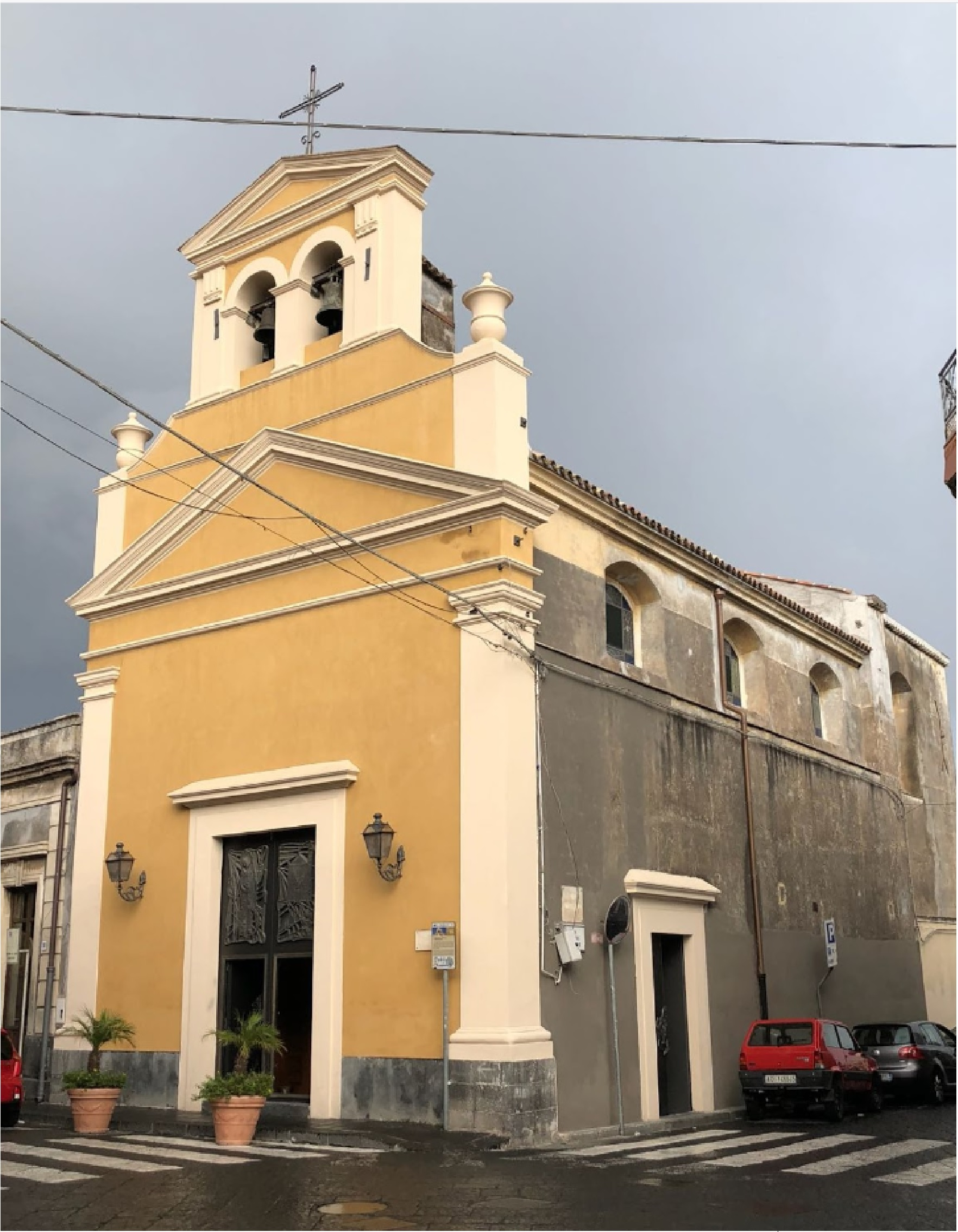
Prospetto della chiesa di Santa Caterina d'Alessandria

La seconda parrocchia cittadina (per territorio parrocchiale) è dedicata a Santa Caterina d'Alessandria vergine e martire. La chiesa si trova nell'omonimo quartiere, su via Garibaldi, angolo via Vittorio Emanuele. In passato l’edificio si legava alle abitazioni vicine tramite l’elemento comune della pietra lavica. L’edificio attuale risale sicuramente al XVII secolo, anche se già nel 1633 esisteva già una chiesa dedicata a Santa Caterina. Il prospetto è piuttosto semplice ed è diviso in due ordini: il primo, ai cui lati ci sono due semplici lesene, ha al centro un portale architravato; il secondo, diviso dal primo da un frontespizio triangolare, è destinato alla cella campanaria ospitante ben sei campane, costituita da un alto basamento sul quale vi sono due monofore con arco a tutto sesto. In fondo si trova una cornice poco aggettante e un frontespizio triangolare. La parte laterale della chiesa è interrotta da un portale architravato e da finestre ad arco ribassato.

#### Chiesa di San Biagio

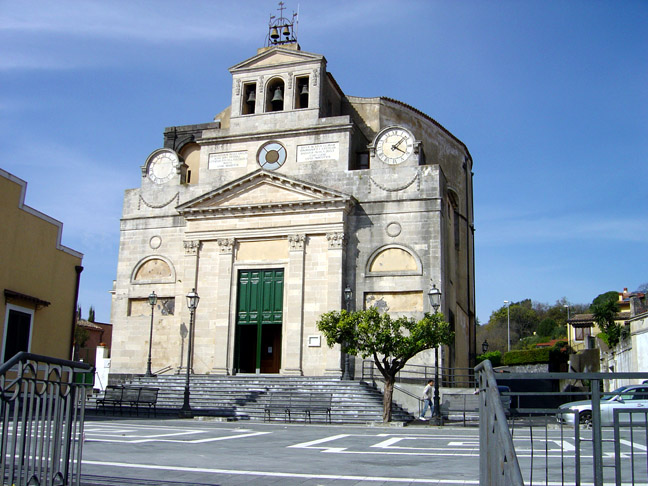
Facciata della chiesa di San Biagio

La terza parrocchia è quella della chiesa di Viscalori (in siciliano "u quatteri 'e viscalori"), dedicata a San Biagio. La chiesa, si trova nella piazza principale della frazione di Viscalori, sembra essere in armonia con l’architettura dei palazzi che la circondano. Fu eretta come collegiata nel 1831, tuttavia la struttura della chiesa lascia intendere che sia sorta al posto di una chiesa che aveva le stesse dimensioni. Probabilmente il terremoto del 1693 la danneggiò, fu provvisoriamente restaurata e fu edificata nel secolo successivo. Ha pianta ovoidale, con presbiterio absidato e si eleva su un’ampia scalinata. È suddivisa da tre fasce su piani diversi: a centro quattro paraste sostengono un architrave che si conclude in alto con un frontespizio triangolare privo di decorazioni. Nelle fasce laterali si possono notare una nicchia rettangolare, un frontespizio semicircolare e un motivo decorato ad anello. Lo spazio superiore ha una fascia su ciascun lato, un motivo decorativo a catenaria e un orologio. Al centro il prospetto ha un muro che ha una monofora circolare murata e una targa in marmo. La cella campanaria, costituita da tre monofore, viene divisa dal prospetto da una cornice poco sporgente.

### Architetture civili
Interessante il Palazzo Turrisi Grifeo di Partanna (via Garibaldi 57/59), recuperato dal progressivo degrado grazie all'acquisto da parte dell'Amministrazione Comunale intorno al 1980 e, dopo circa un trentennio, ai lavori realizzati dalla Protezione Civile. Dal 30 ottobre 2017, a seguito della temporanea chiusura per inagibilità dello storico municipio di Piazza San Mauro, il palazzo è stato destinato a sede degli uffici comunali del sindaco, del segretario comunale e dell'Area Affari Generali (Servizi Demografici, Segreteria, URP, Protocollo, Notifiche, CED, Servizi Cimiteriali).
Fra le numerose proprietà private di pregio esistenti nel territorio di Viagrande, spicca la settecentesca villa Manganelli Biscari (via Garibaldi 303), ristrutturata nella seconda metà dell'Ottocento come luogo di villeggiatura della famiglia Paternò, baroni di Manganelli e principi di Sperlinga.
Il Palazzo Mirone-Deodato, al centro del paese, in via Garibaldi ad angolo con la via Mirone, in stile liberty, fu realizzato da Francesco Fichera. Nel 2015 il palazzo è divenuto sede della "Fondazione dott. Alfio la Spina", con annesso un pregevole museo della medicina, ricco di testimonianze e strumenti di lavoro della tradizione medica del '900.

### Aree naturali
Viagrande ospita all'interno del suo territorio il monte Serra, antico cono vulcanico, il più basso dal livello del mare, noto anche per il suo omonimo parco naturale. Al suo interno è possibile visitare la casa delle farfalle e praticare sci durante tutto l'anno grazie alla presenza di una pista artificiale completa di un piccolo impianto di risalita e di illuminazione, lunga un centinaio di metri.

## Società

### Evoluzione demografica
Abitanti censiti

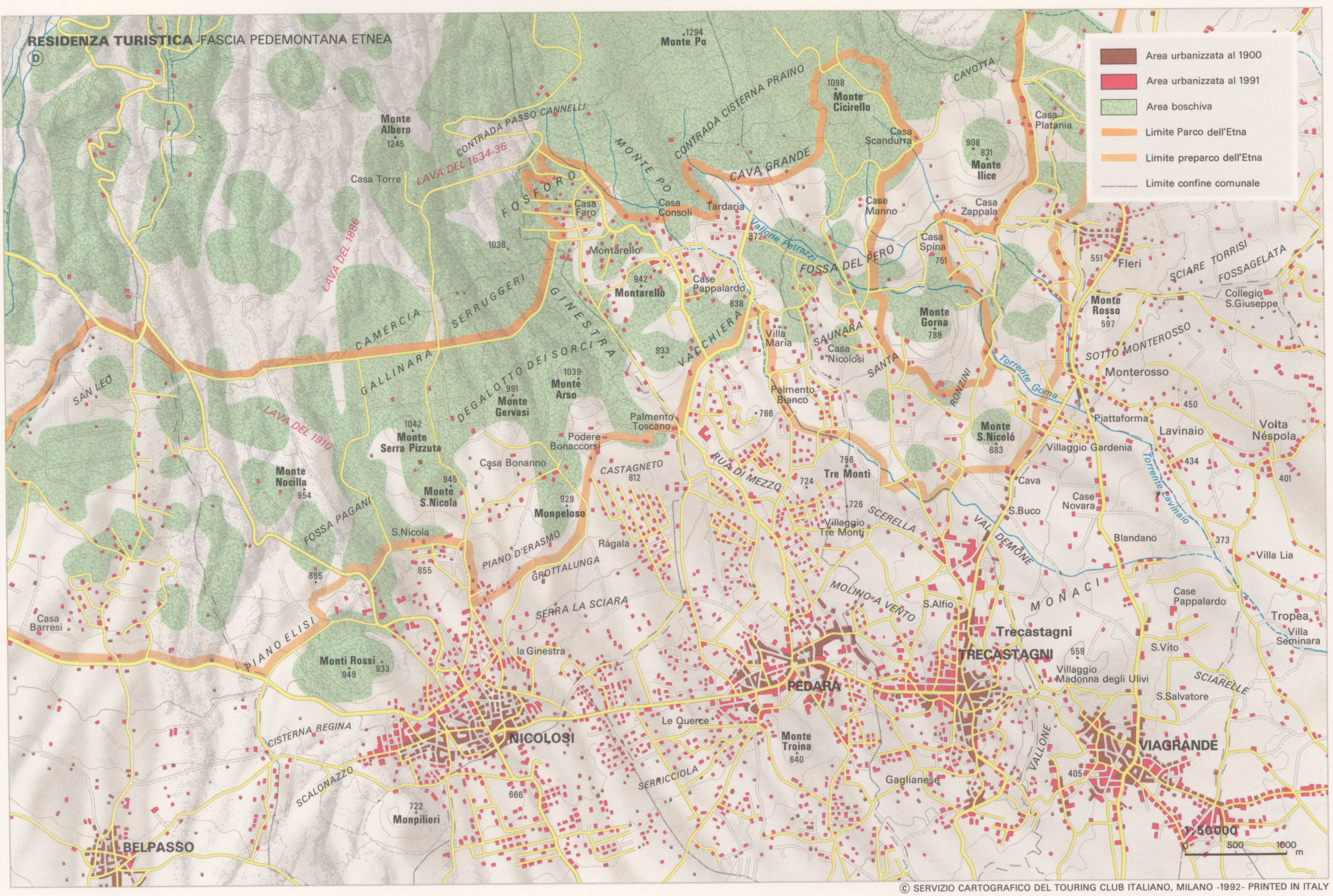
Evoluzione della fascia pedemontana etnea

La popolazione residente nel trentennio tra il censimento del 1981 e quello del 2011 è quasi raddoppiata, passando da 4.807 a 8.155 abitanti.
Anche il censimento del 2021 (il primo realizzato con una nuova procedura, il c.d. censimento permanente) ha confermato una buona crescita demografica: la popolazione legale al 31 dicembre 2021 è infatti di 8.789 abitanti. 

### Religione
La religione più diffusa tra la popolazione di Viagrande è il cattolicesimo, e le tre parrocchie che sorgono nel suo territorio, S.Maria dell'Idria, Santa Caterina e San Biagio,  fanno parte del XI Vicariato paesi zona del bosco dell'Arcidiocesi di Catania.
La cittadina ha come santo patrono San Mauro abate un culto molto sentito dalla popolazione viagrandese, il giorno festivo è il 15 gennaio.

### Etnie e minoranze straniere
Gli stranieri residenti a Viagrande al 31 dicembre 2022 sono 203, in leggero ma costante calo, dopo il massimo storico di 240 raggiunto nel 2016.
Come sempre la comunità straniera più numerosa è quella proveniente dall'Albania. 

### Lingue e dialetti
Viagrande fa parte del comprensorio catanese anche se il suo centro abitato è pressoché attiguo a quello di Aci Sant'Antonio e Aci Bonaccorsi: per tal ragione, il dialetto parlato in loco presenta caratteristiche tanto del dialetto acese quanto di quello catanese.

## Cultura

### Cucina
Viagrande può essere considerata, grazie anche alla posizione centrale nel comprensorio etneo ed alla recente "colonizzazione" residenziale, uno snodo discretamente importante per quanto di culturale si sviluppi nell'hinterland catanese. Dal punto di vista gastronomico, in particolare, il paese è sede di uno dei caffè storici più importanti della provincia: il Gran Caffè Urna.
Il locale, fondato nel 1885 dal cavaliere del lavoro Lorenzo Urna, dopo esperienze lavorative maturate in Francia ed al servizio del Principe Manganelli, può essere considerato luogo di nascita della siciliana, calzone fritto farcito di tuma di pecora, acciughe ed olive nere (la cui paternità è però disputata da un'altra storica attività gastronomica di Zafferana Etnea).
Sempre al Caffè Urna spetta la paternità di un'altra delizia viagrandese: lo schiumone, preparazione di pasticceria come riuscito ibrido tra la mousse ed il gelato.
Il comprensorio comunale, inoltre, rientra nei Disciplinari di Produzione di DOP quali la ciliegia dell'Etna e l'Olio Extravergine dell'Etna. Nel territorio di Viagrande ha sede anche la casa vinicola Benanti, produttrice tra gli altri di DOC Etna rosso ed Etna bianco, unica azienda in Sicilia a vinificare in purezza il vitigno autoctono "Minnella".

### Eventi

#### La festa patronale di San Mauro abate
La festa di San Mauro Abate si celebra il 15 gennaio, con una ricca partecipazione popolare non solo da parte dei viagrandesi, ma anche degli abitanti dei paesi vicini e di tanti "turisti" provenienti da fuori provincia e perfino da altre regioni. In un misto di tradizione popolare, fede religiosa e passione per gli spettacolari fuochi d'artificio che vengono accesi in occasione dell'uscita e dell'ingresso della statua del santo e, soprattutto, la sera della vigilia, quando si confrontano i due cosiddetti partiti, che corrispondono alle due suddivisioni storiche del paese, al nord della piazza San Mauro, intorno all'omonimo quartiere, il partito "Scalateddi", a sud, intorno alla Chiesa di S. Caterina, il partito dei "Chiazzoti".
Altamente spettacolare e vero fulcro della festa, alle ore 13 in punto avviene l'uscita della statua del santo dalla chiesa, seguita sempre da una grande folla ed accompagnata da una assordante "moschetteria" e dai fuochi artificiali che proseguono per una buona mezz'ora. Dall'alto della Chiesa vengono lanciati palloncini colorati, garofani e foglietti di carta con scritto "Viva San Mauro" .
Da quel momento il fercolo attraversa in processione tutto il paese, passando dapprima per la chiesa di San Biagio, nel quartiere Viscalori. Il fercolo non rientrerà in Chiesa prima delle 22:00. La settimana successiva si tiene la cerimonia dell'Ottava, durante la quale la statua viene portata fuori dalla chiesa per un giro intorno alla piazza antistante, prima di essere richiusa nella sua "camaredda", fino alla festa dell'anno successivo.

### Galleria d'immagini della festa

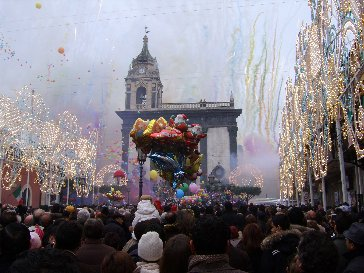
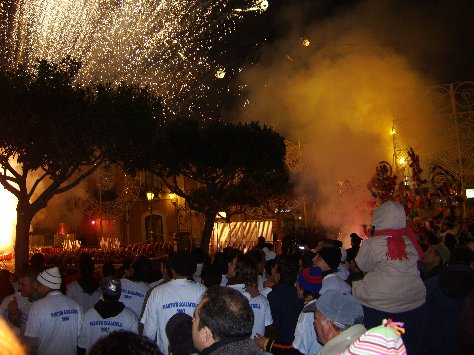
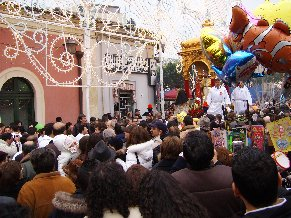
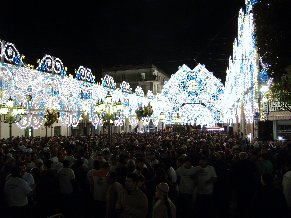

## Geografia antropica
Il territorio comunale è formato oltre che dal centro anche dalle frazioni di Blandano, Paternostro e Sanbuco; dalle contrade di Bottazzi, Monterosso e San Giovannello; dai quartieri storici di San Michele, Santa Caterina, Sciara, Velardi e Viscalori.

## Amministrazione
| Da:  | A:        | Primo cittadino:               | Partito:             | Carica:               |
| ---- | --------- | ------------------------------ | -------------------- | --------------------- |
| 1975 | 1981      | Antonino Caruso                | Democrazia Cristiana | Sindaco               |
| 1981 | 1985      | Vincenzo D'Agata               | Democrazia Cristiana | Sindaco               |
| 1985 | 1994      | Francesco Corsaro Boccadifuoco | lista civica         | Sindaco               |
| 1994 | 1994      | Angelo Politi                  |                      | Commissario Regionale |
| 1994 | 2003      | Vincenzo Sanfilippo            | lista civica         | Sindaco               |
| 2003 | 2013      | Venera Cavallaro               | lista civica         | Sindaca               |
| 2013 | 2023      | Francesco Leonardi             | lista civica         | Sindaco               |
| 2023 | in carica | Salvatore Faro                 | lista civica         | Sindaco               |

### Altre informazioni amministrative
Il comune di Viagrande fa parte delle seguenti organizzazioni sovracomunali: regione agraria n.7 (Colline litoranee di Acireale).

## Sport
Nel territorio comunale operano diverse associazioni sportive dilettantistiche relative a varie discipline.